# Wright J65
Wright J65 byl proudový motor s axiálním kompresorem vyráběný společností Curtiss-Wright, vzniklý jako licenční varianta motoru Sapphire britské firmy Armstrong Siddeley, který poháněl řadu amerických letounů.
Curtiss-Wright zakoupil licenci na Sapphire v roce 1950 s plány uvedení do výroby v roce 1951. Nicméně došlo k řadě prodlení v důsledku změn v konstrukci motoru společnosti Curtiss-Wright jako byla náhrada obráběného středového dílu z pevného kovaného difuzoru rámu za svařovaný z tvárné litiny, čímž se zavedení do služby opozdilo o dva roky. Toto opatření, praktičtější na výrobu a s přibližně jednou pětinou nákladů, bylo následně přijato i pro Sapphire.

## Použití
- Douglas A4D-1/2 Skyhawk
- Grumman F11F Tiger
- Martin B-57 Canberra
- Lockheed XF-104
- North American FJ-3 Fury
- North American FJ-4 Fury
- Republic F-84F Thunderstreak

## Specifikace (J65-B)

### Technické údaje
- Typ: proudový motor
- Délka: 3 098 mm
- Průměr: 953 mm
- Hmotnost suchého motoru: 1 259 kg

### Součásti
- Kompresor: třináctistupňový axiální kompresor
- Spalovací komora: prstencová
- Turbína: dvoustupňová axiální

### Výkony
- Maximální tah: 32,2 kN
- Celkový poměr stlačení: 7:1
- Průtok/hltnost vzduchu: 54 kg/s
- Teplota plynů před turbínou: ~848 °C
- Měrná spotřeba paliva: ~0,916 lb/(lbf⋅h) (25,9 g/(kN⋅s))
- Poměr tah/hmotnost: 2,61